# Auroville
Auroville (z francouzštiny doslova „Úsvitoměsto“, Město úsvitu) je experimentální město nacházející se v pobřežním okrese Villuppuram státu Tamilnádu, v jižní Indii. V roce 1968 jej založila Mirra Alfassa (1878–1973) přezdívaná svými následovníky „Matka“, Francouzka arabsko-židovského původu (Sefardští Židé), okultistka a později hinduistická duchovní vůdkyně. Autorem architektonického návrhu budoucí podoby města, připomínající spirální galaxii, je pak francouzský architekt Roger Anger. 
Alfassa sepsala čtyřbodovou chartu, která vymezuje základní principy fungování města; kromě těchto pravidel neplatí ve městě žádné psané zákony. Původně město v soukromém vlastnictví je od roku 1980 z důvodu zavedení pořádku a normálního urbanistického fungování spravováno indickou vládou (konkrétně ministerstvem školství).

## Chrám Matrimandir

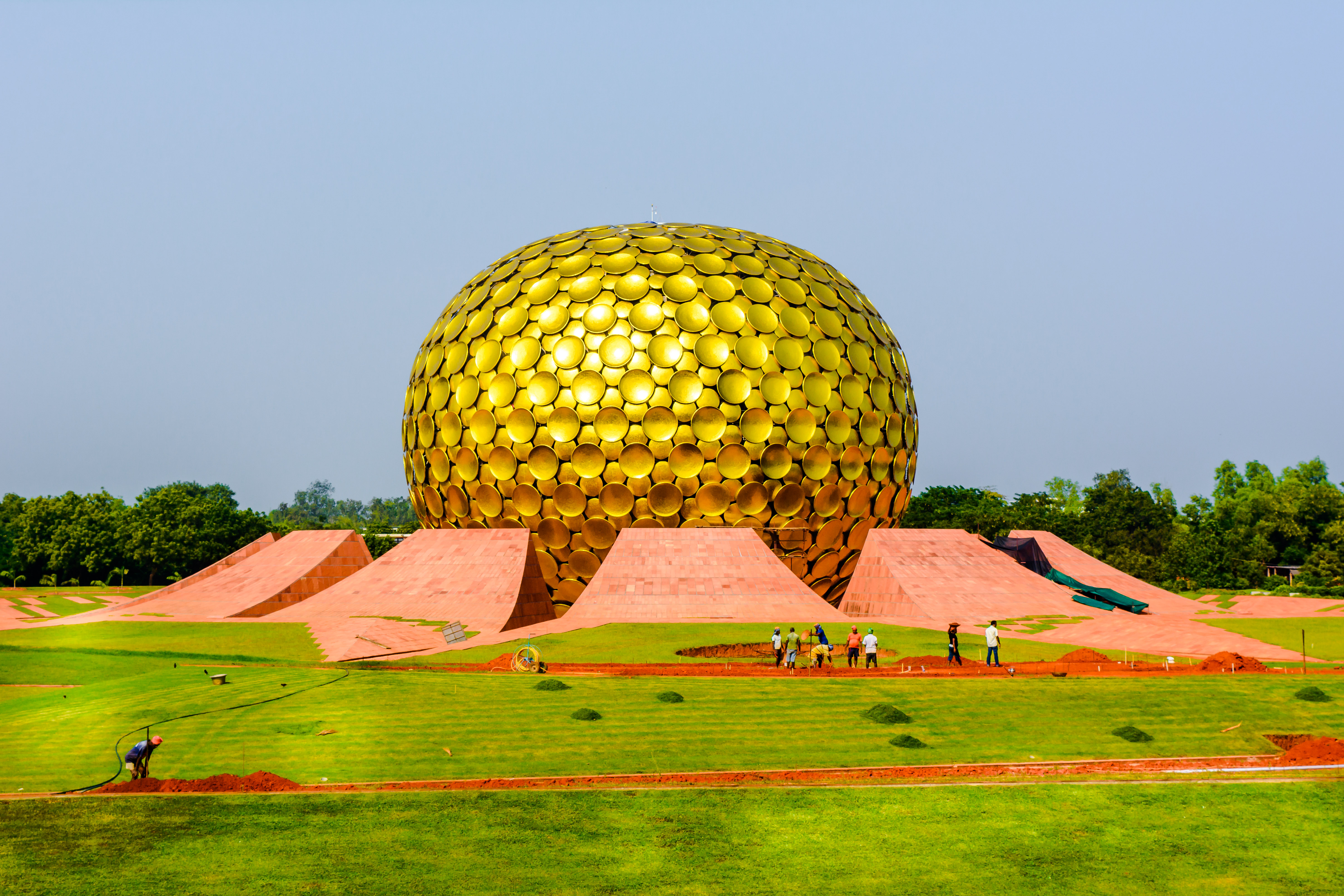
Chrám Matrimandir, ústřední bod („duše města“) celého Auroville a jeho symbol, byl postaven v letech 1971–2008

Ve středu města se nachází chrám Matrimandir („Svatyně matky“), který má podobu velkého zlatého míče. Okolí chrámu se nazývá „Zóna míru“ a tvoří ji rozlehlý park. Uvnitř chrámu se nachází klimatizovaná místnost z bílého mramoru, zvaná „Vnitřní síň“, která má sloužit k meditaci.
Matrimandir je vybaven solárním panelem, energie je poté využívána po setmění na osvětlení chrámu.

## Populace
Ačkoli bylo město projektováno až pro 50 000 lidí, podle posledních údajů (duben 2023) je v něm hlášeno jenom 3288 obyvatel 60 různých národností, z toho 650 dětí. Nejvíce zastoupeni jsou Indové (1612), následují je Francouzi (428 obyvatel), Němci (239 obyvatel) a Italy (172); na konci pomyslného žebříčku je pak dvanáct národností po jednom obyvateli (včetně občana Česka). Město je podle zákona z roku 1988 spravováno zvláštní radou Nadace Auroville (Auroville Foundation), která je složena z výboru indické vlády, poradního sboru významných světových osobností a dospělých obyvatel města.

## Citát
| „               | Auroville nepatří nikomu. Náleží lidstvu jako celku. Pro život v Auroville musí být člověk ochoten stát se služebníkem božského vědomí. Auroville bude místem nekonečného vzdělání, neustálého pokroku a nikdy nekončícího mládí. | “ |
| — Mirra Alfassa | |   |